# Retrat de Margareta van Eyck
El Retrat de Margareta van Eyck (o Margareta, la dona de l'Artista) és un retrat de 1439 pintat a l'oli sobre taula de fusta pel pintor primitiu flamenc Jan van Eyck. És una de les dues últimes de les seves pintures que sobreviuen, i una de les primeres obres d'art europees que representen el cònjuge d'un pintor. Completat quan tenia al voltant de 34 anys, que va estar penjat fins a principis del segle xviii a la capella del gremi de pintors de Bruges. Es creu que el treball podia ser un quadre per penjar o part d'un díptic acompanyant un autoretrat actualment perdut conegut mitjançant els registres fins a 1769, o del possible autoretrat ara a la National Gallery de Londres.
La raó de la seva creació és desconeguda, però segur que va ser creat per a ús privat i no públic, com pot deduir-se de la representació no idealitzada de la model i la seva mirada directa, però planyívola cap a l'observador, el que crea un ambient íntim i informal. La pintura va ser probablement feta per commemorar una ocasió; potser per commemorar l'aniversari de la parella, o el seu aniversari, o com un regal per a ella.
Van Eyck va morir als dos anys de fer aquest treball. Va fer unes inscripcions a la part superior del marc en lletres gregues amb les paraules, el meu marit Johannes em va completar l'any 1439 el 17 de juny, a l'edat de 33. Com puc. "Com puc" (ALS ICH KAN) era una mena de lema personal i el motiu de Van Eyck, així com un joc de paraules amb el seu cognom. Pot trobar-se inscrit en diverses de les seves pintures religioses, tot i que només en dos retrats.